# Semidysderina marta
Espèce
Semidysderina marta est une espèce d'araignées aranéomorphes de la famille des Oonopidae.

## Distribution
Cette espèce est endémique du département de Magdalena en Colombie,. Elle se rencontre dans la Sierra Nevada de Santa Marta.

## Description
La femelle holotype mesure 1,91 mm.

## Étymologie
Cette espèce est nommée en référence au lieu de sa découverte, la Sierra Nevada de Santa Marta.

## Publication originale
- Platnick & Dupérré, 2011 : The Andean goblin spiders of the new genera Paradysderina and Semidysderina (Araneae, Oonopidae). Bulletin of the American Museum of Natural History, no 364, p. 1-121 (texte intégral).